# 相鉄3000系電車
相鉄3000系電車（そうてつ3000けいでんしゃ）は、かつて相模鉄道に在籍していた通勤形電車である。
なお、本項では初代3000系電車を車体更新した3010系電車と、そのカルダン駆動・VVVFインバータ制御化改造車の2代目3000系電車についても記述する。

## 初代3000系

### 概要
戦災復興時の1940年代から50年代にかけて集められた車両のうち、20m級の国電型車両の電動車をモハ3000形・付随車をクハ3500形とし、まとめて3000系という名称で統一したものである。車両は片側4つドアの国鉄63系電車タイプと、片側3つドアのタイプに大きく分けられるが当時、雨後の筍のように乱立していた零細車両メーカーが、戦災や事故により破損した車体を修理・製造したものもあり、様々な外観のものが存在した。

### 車両別概要
モハ3001 - 3003・3006、クハ3501 - 3503（モハ3006とクハ3503は同一車両）
元は東京急行電鉄（大東急）が小田原線向けに割り当てを受けた63系払い下げ車の1800形である。このうち、デハ1803-クハ1853 - デハ1808-クハ1858の2両編成6本が厚木線の東急委託時代に二俣川駅 - 海老名駅間用として転属してきた。1947年（昭和22年）の委託解除により、そのうち1806 - 1856から1808 - 1858までの3本が東急時代と同一車両番号で相鉄に譲渡された。これらは1951年（昭和26年）にモハ3001 - クハ3501からモハ3003 - クハ3503までの車両番号に改められた。また、モハ3001 - 3003に関しては昭和20年代後半に当初装備していた128kW級の主電動機をモワ1形およびED10形に転用して、100kW級の主電動機に換装された。後述の様にのちに再び主電動機の換装が行われ、最終的には142kW級の東洋電機製造製TDK-544-1/Aを搭載した。1960年（昭和35年）には2両編成の3000系を3両編成化するにあたり、3503を電装・方向転換しモハ3006とした。1964年（昭和39年）から1965年（昭和40年）にかけて機器・台枠を流用して3010系に更新され、車両番号は原番号+10とされた。
モハ3004
元はモハ1300形1300・1303 - 1306と同時に払い下げを受けた20m級の戦災焼失国電で、種車はモハ60形である。1949年（昭和24年）に本田工業所で車体を修理し、モハ1300形の続番である1307として復旧した。種車の関係で側面は63系払い下げ車と異なり片側3扉である。1951年の改番でモハ3004となったが、1965年の3010系への更新の際には機器のみがモハ3014に流用され、車体・台枠は解体された。
モハ3005
元は国鉄サハ48形の事故廃車車体の払い下げを受けたものである。1953年（昭和28年）に浦田車両で側面3扉化・電装化・両運転台化の工事を受け、モハ3005となった。この車両も1966年（昭和41年）の3010系への更新の際には機器のみがモハ3015に流用されている。
クハ3504
元は3001 - 3003・3501 - 3503と同じ63系だが、事故廃車となったモハ63056の車体を1952年（昭和27年）にカテツ交通で復旧したものである。復旧に際し、前面は切妻から曲線雨樋のある平妻にされている。また、当初よりベンチレーターの形状は63系標準のグローブ型ではなくガーランド型とされ、側面窓は2段窓であった。1965年に3010系に更新され、クハ3513となった。

### 更新工事
前述のようにクハ3503が電装化、方向転換されてモハ3006に変更されている。また、桜木町事故で悪名が高かった63系グループの狭い3段窓については1955年（昭和30年）に2段窓への改造が行われたほか、電動車については1959年（昭和34年）から1960年にかけて主電動機や台車の交換が行われた。

## 3010系

### 概要
前述の初代3000系の足回りと63系タイプの車両から7両分の台枠を流用し、1964年（昭和39年）から1966年（昭和41年）にかけて、5回に分け東急車輛製造で新規に製造した車体を組み合わせた車両である。これに加えてサハ3514を追加で新造することで合計10両が3010系として落成した。

### 車体外観
新しい車体は、同時期に製造されていた旧6000系を元にした20m級通勤型の車体で、ドアの数は各車両とも片側4つ両開き式を採用。デザインも6000系を基本としているが、車高がやや高く、流用品である尾灯の形状（旧6000系は角形、3010系は丸形）などの細部が異なる。

### 内装
内装も旧6000系とほぼ共通で寒色系の配色でまとめられており、壁面や床は青緑色、座席は全てロングシートで紺色（昭和40年代後半から50年代前半頃に緑色の物に張替えられた）。空調装置は天井に扇風機、座席下に暖房器を設置している。照明については、旧6000系と比べ蛍光灯の数が少なく、一本当たりのワット数も小さかった。

### 走行機器類
前述のように主電動機は3000系時代の昭和30年代半ばに東洋電機製造製の直流直巻電動機TDK-544-1/Aに統一・更新されており、そのまま流用している。
主電動機の動力伝達方式は吊り掛け駆動方式のままであり、直角カルダン駆動方式を採用した旧6000系に比べると騒音や振動の面で劣る。歯車比は66:16=1:4.13に設定された。
台車は、電動車は軸箱支持方式がウィングばね式で枕ばねにコイルばねを用いた東急車輛製造製のTS-108、制御車および付随車は当初クハ3510形が流用品のTR25A、サハ3510形は新造の軸箱支持方式がペデスタル式の空気ばね台車である東急車輛製造製TS-323であったが、1968年（昭和43年）にクハ3510形もサハと同型の空気ばね台車であるTS-323Aに交換された。
ブレーキ装置は当初電磁自動空気ブレーキであったが、1977年（昭和52年）に旧6000系・7000系と同じ日立式電磁直通ブレーキに改造された。

### 形式
車両の役割による番台区分が行われているが、Mc車とM車の区別はなく、T車の番号もTc車の続きの番号で付けられているなど、他の車両に比べ大まかである。
モハ3010形
モハ3010形は電動車で、横浜向きの運転台を有する車両と運転台のない中間車の2種類にまとめてつけられる形式。
クハ3510形
クハ3510形は付随車で、海老名・いずみ野向きの運転台を有する車両に付けられる形式。クハ3511からクハ3513の3両が存在する。
サハ3510形
サハ3510形は付随車で、運転台のない中間車につけられる形式。サハ3514の1両のみ。

### 編成例
|          | ← 横浜海老名・いずみ野 → |              |               |               |               |              |              |               |              |               |
| 号車     | 1                        | 2            | 3             | 4             | 5             | 6            | 7            | 8             | 9            | 10            |
| 形式     | モハ3011 (Mc)            | サハ3514 (T) | モハ3016 (Mc) | クハ3513 (Tc) | モハ3014 (Mc) | モハ3015 (M) | モハ3012 (M) | クハ3512 (Tc) | モハ3013 (M) | クハ3511 (Tc) |
| 搭載機器 | CONT, CP, PT             |              | CONT, CP, PT  | SIV           | CONT, CP, PT  | CONT, CP, PT | CONT, CP, PT | SIV           | CONT, CP, PT | SIV           |
| 運転台   | 横浜側                   |              | 横浜側        | 海老名側      | 横浜側        |              |              | 海老名側      |              | 海老名側      |

### 運用
登場当初は未改造の3000系と連結する形でも運用された。末期は10両編成（または2両を抜いて8両編成）で運用されていた。また新造車両の3514のみは、旧6000系との混結が可能な設計となっていた。 

### 更新改造
後述するVVVFインバータ制御化工事のため10両すべてが東急車輛へ送られ、そのうち5両は2代目3000系化されたが、残りの5両はVVVF化されずに車体更新と冷房装置の搭載のみ施工された。その3010系冷房車は営業には就かず、数か月後に再度東急車輛へ送られ3000系となった。そのときの甲種輸送列車は、VVVF化される5100系を併結していた。
1990年代にドアステッカーが既存の丸型の物から現在使用中の「ドアーにご注意ください」の物に変更。

## 2代目3000系

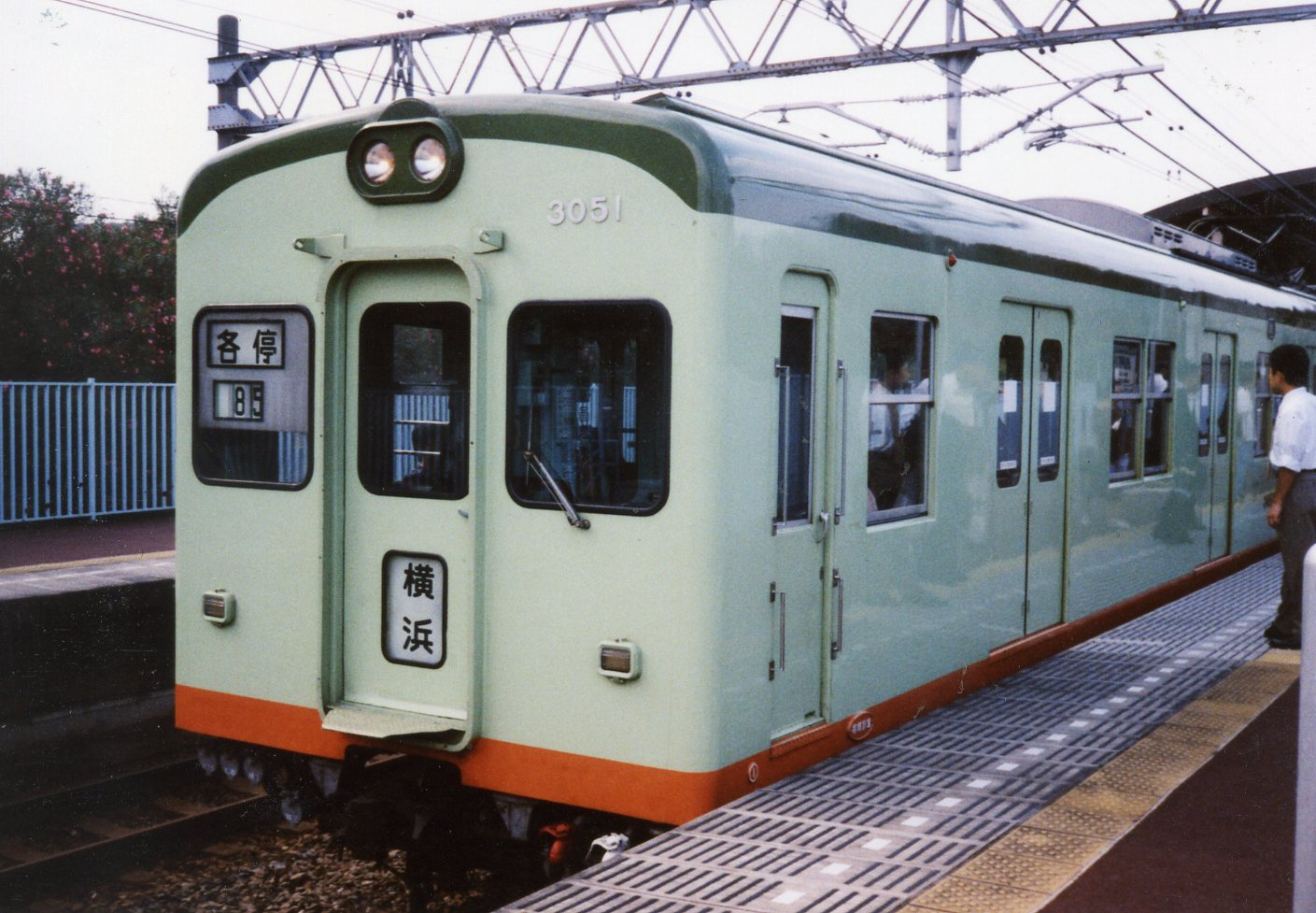
モハ3051

1986年（昭和61年）から1987年（昭和62年）の2回に分けて、冷房装置搭載・車体更新と合わせて足回りを相鉄では初めてVVVFインバータ制御方式に、同時に駆動装置を吊り掛け駆動から直角カルダン駆動に変更し、併せて形式称号を3000系に改めた。相鉄で初のVVVFインバータ車ということもあり、比較試験も兼ねてモハ3052の1両のみが日立製作所、それ以外が東洋電機製造の制御装置を搭載した。またこの改造の際、台車を取り替えたものと据え置いたものがあり、結果的に10両で4種類の台車が混在することとなった。尾灯は当初は丸形のままで落成したが、数か月で角形のものと交換され外見上は旧6000系とほぼ相違がなくなった。この改造により相鉄は、関東地方の私鉄（戦後の新規開業路線を除く）では初めて冷房化率100%を達成した。
この改造の結果が比較的良好だったことにより、続けて5100系がVVVFインバータ制御に改造された。また、電動車2両が電装解除されて付随車（3652）および制御車（3751）になり、このうち3652号車には、長らく保管されていた東急車輛TS-325形が流用された。これらの改造により170kWまたは180kWモーターを搭載するMT比4M6T編成となった。
1997年（平成9年）に旧6000系が営業運転を終了して以降は、相鉄で唯一の低運転台構造で残る車両となったが、翌年の1998年（平成10年）に相模大塚駅の留置線で脱線事故を起こし、一部車両の足回りを激しく損傷。1系列1編成のみの存在だったこともあって修理はされず、8000系8713Fに置き換えられる形で翌1999年（平成11年）に廃車・解体された。

### 編成

#### 電装解除前
|        | ← 横浜海老名 → |              |               |               |               |               |              |              |              |               |
| 号車   | 1              | 2            | 3             | 4             | 5             | 6             | 7            | 8            | 9            | 10            |
| 形式   | モハ3051 (Mc)  | サハ3651 (T) | クハ3552 (Tc) | モハ3052 (Mc) | クハ3551 (Tc) | モハ3053 (Mc) | モハ3151 (M) | モハ3153 (M) | モハ3152 (M) | クハ3553 (Tc) |
| 運転台 | 横浜側         |              | 海老名側      | 横浜側        | 海老名側      | 横浜側        |              |              |              | 海老名側      |

#### 電装解除後
|        | ← 横浜海老名 → |              |               |               |               |               |              |              |              |               |
| 号車   | 1              | 2            | 3             | 4             | 5             | 6             | 7            | 8            | 9            | 10            |
| 形式   | モハ3051 (Mc)  | サハ3651 (T) | クハ3552 (Tc) | モハ3052 (Mc) | クハ3551 (Tc) | クハ3751 (Tc) | モハ3151 (M) | サハ3652 (T) | モハ3152 (M) | クハ3553 (Tc) |
| 運転台 | 横浜側         |              | 海老名側      | 横浜側        | 海老名側      | 横浜側        |              |              |              | 海老名側      |